# Information Processing Letters
Information Processing Letters est une revue scientifique dans le domaine de l'informatique dont les articles sont évalués par les pairs. La revue publie un volume par mois ; elle est éditée par la maison Elsevier. 
Le but affiché par le journal est de permettre la diffusion rapide de résultats dans le domaine du traitement de l'information sous la forme d'articles courts. Les articles proposés ne doivent pas dépasser l'équivalent de neuf pages dactylographiées. Le journal accepte des recherches théoriques et pratiques. 

## Thèmes
Les sujets acceptés concernent entre autres : 
- Algorithmes : analyse d'algorithmes - algorithmes d'approximation - algorithmes de ligne - algorithmes randomisés - algorithmes parallèles - conception d'algorithmes - algorithmes parallèles  - calcul distribué - systèmes distribués - tolérance aux fautes
- Théorie du calcul : évaluation des performances - preuve automatique de théorèmes - langage formel - méthodes formelles - sémantique formelle - langages de programmation - spécification du programme
- Problèmes combinatoires - structures de données - compilateurs - géométrie informatique - cryptographie - bases de données  - programmation fonctionnelle - algorithmes graphiques - recherche de données - réseau de connexion...

Le comité de rédaction de la revue se permet d'ajuster ces thèmes en fonction de l'évolution de la recherche.